# Anthony Johnson Jr.
Anthony Christopher Johnson Jr. (St. Petersburg, 2 dicembre 1999) è un giocatore di football americano statunitense che milita nel ruolo di safety per i New York Giants della National Football League (NFL).

## Carriera

### Green Bay Packers
Al college Johnson giocò a football all'Università statale dell'Iowa. Fu scelto nel corso del settimo giro (242º assoluto) del Draft NFL 2023 dai Green Bay Packers. Debuttò come professionista subentrando nella gara del settimo turno contro i Detroit Lions. Due settimane disputò la prima gara come titolare contro i Los Angeles Rams facendo registrare il suo primo intercetto. La sua prima stagione si chiuse con 24 tackle, un intercetto e tre passaggi deviati in 12 presenze, di cui 4 come titolare.

### New York Giants
Dopo essere stato svincolato dai Packers, Johnson firmò con i New York Giants il 28 agosto 2024.